# Estesioneuroblastoma
L'estesioneuroblastoma (o neuroestesioblastoma) è una rarissima neoplasia embrionaria che si origina delle cellule della cresta neurale (origine neuroectodermica) definita come un neuroblastoma olfattivo, cioè una malattia neoplastica che si origina dal neuroepitelio della volta delle fosse nasali (lamina cribrosa dell'etmoide) dove hanno sede i recettori dell'olfatto. 
Questo tumore rappresenta meno del 5% di tutte le neoplasie della cavità nasale. Fu descritto per la prima volta da Berger nel 1924. Raramente può essere associato a un'aumentata produzione di ormoni dando luogo alla sindrome di Cushing (produzione di cortisolo) e SIADH (inappropriata secrezione di ADH).

## Cause
La causa della neoplasia non è conosciuta ma sono state identificate alcune anomalie genetiche (frequenti la perdita del cromosoma 3p e un cromosoma 17q in più).

## Età di esordio
Si possono riscontrare due picchi: uno tra i 10 e i 20 anni e uno a partire da 50 anni.
Insorge egualmente in entrambi i sessi, forse con una leggera predilezione per il sesso maschile.

## Storia naturale
Generalmente il tumore si accresce localmente piuttosto lentamente. Può infiltrare la base cranica, la volta cranica e l'orbita. Le metastasi si possono verificare a livello dei linfonodi cervicali, delle ossa, dei polmoni e dell'encefalo.

## Sintomi
La sintomatologia è aspecifica e subdola. I sintomi più frequenti sono segni di ostruzione nasale monolaterale, epistassi e ipo-anosmia dovuti alla presenza di una formazione polipoide. Possibili esoftalmo ed edema palpebrale, proptosi.

## Diagnosi
L'endoscopia nasale permette di visualizzare la massa e ottenere un pezzo bioptico da sottoporre a esame istologico immunoistochimico. Per valutare l'estensione della malattia si usano TAC e RMN.

## Stadiazione
Il tumore è stadiato secondo il modello di Kadish (modificato da Morita):
- stadio A: comprende le neoplasie confinate alla cavità nasale
- stadio B: comprende le neoplasie che invadono le cavità nasali e i seni paranasali
- stadio C: comprende le neoplasie che infiltrano altre strutture oltre le cavità nasali e i seni paranasali
- stadio D: comprende le neoplasie con interessamento linfonodale e metastasi a distanza. Le metastasi si possono formare a livello dei linfonodi cervicali, dei polmoni, delle ossa e del cervello.

## Terapia
Il trattamento precoce della neoplasia permette una resezione in blocco della massa e aumenta le possibilità di guarigione. La strategia terapeutica è basata sull'integrazione della chirurgia (resezione cranio-facciale) e della radioterapia (50-60 Gy). La chemioterapia (utilizzati epirubicina e ifosfamide, carboplatino, cisplatino, etoposide, tiotepa, doxorubicina, adriamicina, vincristina e ciclofosfamide in combinazione razionale anche in base alle nuove evidenze)ha un ruolo limitato al trattamento delle eventuali metastasi e in ambito neoadiuvante per la riduzione delle dimensioni del tumore per consentirne l'asportazione chirurgica.
La funzione olfattiva in genere risulta parzialmente o totalmente compromessa.

## Prognosi
Globalmente la prognosi è severa. La sopravvivenza a 5 anni dalla diagnosi è di circa il 70% per i tumori diagnosticati in stadio A. Scende al 40% per tumori di stadio C.
La malattia tende a recidivare localmente: in tal caso risulta utile un trattamento di seconda linea con chemioterpia intensiva. Fattori prognostici favorevoli sono la diagnosi precoce, la giovane età, la mancata estensione oltre i seni paranasali e il basso grado istologico (grado Hyams).